# Frances Oldham Kelsey
Frances Kathleen Oldham Kelsey, född 24 juli 1914 i Cobble Hill i British Columbia, död 7 augusti 2015 i London i Ontario, var en kanadensisk farmakolog och läkare. Hon var mest känd som den granskare åt USA:s läkemedelsverk FDA som vägrade att godkänna talidomid (känt i Sverige som Neurosedyn) för kommersiellt bruk eftersom hon hade farhågor för läkemedlets säkerhet.  Hennes farhågor visade sig vara berättigade när det visade sig att talidomid orsakade allvarliga fostermissbildningar. Kelseys karriär sammanföll med lagar som stärkte FDA:s tillsyn av läkemedel.

## Utmärkelser
Kelsey var den andra kvinnan som tilldelades President's Award for Distinguished Federal Civilian Service av John F. Kennedy.
Asteroiden 6260 Kelsey är uppkallad efter henne.